# Aaron Brown (journaliste)
Pour les articles homonymes, voir Aaron Brown et Brown.
Aaron Brown, né le 10 novembre 1948 et mort le 29 décembre 2024 à Washington (district de Columbia), est un journaliste et un animateur de télévision américain.
Il anime le magazine télévisé NewsNight with Aaron Brown sur la chaîne d'information en continu CNN de 2001 à 2005, et anime depuis 2008 l'émission Wide Angle sur le réseau public américain PBS.

## Biographie
Natif de Hopkins dans le Minnesota, Aaron Brown est le fils d'immigrants juifs venus de la Russie. Ancien élève de l'université du Minnesota, il a définitivement mis fin à ses études après un an pour travailler à une station de radio locale.
Ayant vingt-six ans d'expérience professionnelle dans le journalisme, il a aussi été chef d'antenne pour le réseau ABC à l'émission ABC World News Now avec Peter Jennings. À la radio, il a animé KIRO-TV (CBS) et KING-TV (NBC) à Seattle.
Sur CNN, il a couvert de nombreux événements d'envergure nationale et internationale comme les événements du 11 septembre 2001, la guerre contre le terrorisme, les franc-tireurs du Maryland, l'invasion de l'Irak et l'explosion de la navette Columbia.
Le 3 novembre 2005, il est remplacé par Anderson Cooper et son émission Anderson Cooper 360°. Son départ inattendu des ondes est lié à la sobriété inhabituelle qu'il privilégiait lors de ses bulletins de nouvelles.